# Camponotus cingulatus
Camponotus cingulatus es una especie de hormiga del género Camponotus, tribu Camponotini. Fue descrita científicamente por Mayr en 1862.
Se distribuye por Argentina, Bolivia, Brasil, Panamá, Paraguay y Uruguay. Se ha encontrado a elevaciones de hasta 765 metros. Vive en microhábitats como la vegetación baja, madera podrida y nidos.